# Christian Diesen
Harald Christian Diesen, född 9 mars 1948 i Stockholm, död 10 maj 2021, var en svensk juridisk forskare och professor i processrätt vid Stockholms universitet.

## Tidiga år
Diesen var son till överingenjören Anton Diesen och riksdagsledamoten Ingrid Diesen.
Under 1970-talet var Diesen känd som skribent i tidningen Musikens makt.

## Forskare och författare
Från doktorsavhandlingen Utevarohandläggning och bevisprövning i brottmål (1993) och framåt kom Diesen framför allt att ägna sig åt bevisvärdering i brottmål. Han utkom med ett 10-tal böcker i ämnet, där också frågor kring förundersökningar och förhörsteknik behandlades. I sin forskning tog han också upp brottsoffrets rättigheter, asylrätten, lekmän som domare och likheten inför lagen. I forskarantologin Likhet inför lagen (Natur & Kultur 2005) beskrev han rön som tydde på att rättsapparaten tenderar att bedöma invandrare strängare än infödda svenskar. 
Senare publicerade arbeten handlade om övergreppsproblematik och redovisades bland annat i rapportboken Övergrepp mot kvinnor och barn – den rättsliga hanteringen (2009) och i EU-rapporten Different systems – similar outcomes (CWASU, London 2009). Där framkommer att Sverige har överlägset flest anmälda våldtäkter per capita inom EU. Han publicerade också forskning om terapeutisk juridik ("therapeutic jurisprudence") och argumenterade för att jurister behöver beteendevetenskaplig kunskap för att åstadkomma långsiktiga lösningar på konflikter (Terapeutisk juridik, Liber 2011).
I artikeln Inga bevis för oskyldigt dömda påstod Diesen att en man var en dömd våldtäktsman. Juridisk tidskrift betalade skadestånd till den felaktigt utpekade mannen.
Diesen anlitades även som kommentator vid rättsfallsbevakning i media, bland annat rörande Malexandermorden, Knutbydramat och mordet på Anna Lindh. Han skrev också kriminalromaner tillsammans med Ingemar Härd.